# Accacladium nematulum
Accacladium nematulum är en plattmaskart. Accacladium nematulum ingår i släktet Accacladium och familjen Accacoeliidae. Inga underarter finns listade i Catalogue of Life.